# Lea Najjar
Lea Najjar (geboren 1994 in Wien) ist eine libanesisch-deutsche Filmregisseurin, Filmproduzentin und Drehbuchautorin. Ihr Werk wird international gezeigt und wurde mehrfach ausgezeichnet.

## Leben und Wirken
Lea Najjar wuchs in Wien und Beirut auf. Sie studierte u. a. Dokumentarfilmregie an der Filmakademie Baden-Württemberg, wo sie auch ihren Abschlussfilm Kash Kash produzierte. Weltpremiere hatte der Film, der vom Leben in Beirut handelt, auf dem CPH:DOX Festival in Kopenhagen, wo er mit dem NEXT:WAVE Award ausgezeichnet wurde. Auf dem polnischen Filmfestival Camerimage erhielt Najjar für Kash Kash den Goldenen Frosch. Lea Najjar beschrieb ihren Film Kash Kash: „Der Film beobachtet eine Stadt im Umsturz aus der Perspektive von drei Taubenspielern und einem Mädchen, das darum kämpft, ihre eigenen Vögel freizulassen.“ Ihr erster Kurzfilm Madama Butterfly ist ein Puppenfilm, der eine explosive Opernaufführung thematisiert und international auf mehr als 70 Festivals gezeigt wurde.
Im Rahmen der 73. Internationalen Filmfestspiele Berlin war Kash Kash in der Kategorie Perspektive Deutsches Kino und Perspektive Match zu sehen.

## Filmografie (Auswahl)
- 2015: Madama Butterfly
- 2016: Iris
- 2016: Let There Be Light
- 2017: Sara The Dancer
- 2018: Happy Hours
- 2019: 22 Karat Liebe
- 2022: Kash Kash – Without Feathers We Can’t Live (Ohne Federn können wir nicht leben)
- 2025: Ship of Fools (Kurzfilm, Drehbuch)

## Auszeichnungen (Auswahl)
- 2022 First Steps Award[6]
- 2022 NEXT:WAVE Award für Kash Kash